# إمام قلي خان
إمام قلي خان (بالفارسية: امام‌قلی خان) (990هـ - 1042هـ المُوافق فيه 1582م - 1632م) هو رجل دولة وقائد عسكري في الدولة الصفويَّة ومن أكثر القادة ثقة عند الشاه «عباس الأكبر‌»، تولَّى حُكم فارس والبحرين ولار، وكان من أغنى النُبلاء في الحُكُومة الصفويَّة وراعيًا للعلم والأدب والعمران وأميرًا مُحببًا للرعيَّة. كان له عظيم الأثر في إنهاء السيطرة الپُرتُغاليَّة على الخليج العربي بعد حُرُوب طويلة الأمد كانت قد استمرَّت لما يزيد على قرن من الزمن، وقد خُلِّدت مآثره العسكريَّة في قصائد الشاعر «قادري».